# Резгар Амені
Резгар Амені (перс. رزگار امانی / фін. Rezgar Amani; нар. 1 червня 1992, Тегеран, Іран) — іранський та фінський футболіст, нападник клубу «Аланд».

## Клубна кар'єра
Народився 1 червня 1992 року в Тегерані, згодом разом з родиною емігрував до Фінляндії. Футболом розпочав займатися в молодіжній академії «Марієгамна». У 2011 році переведений до першої команди, в дебютному сезоні на професіональному рівні зіграв 3 матчі в Вейккауслізі (вищому дивізіоні чемпіонату Фінляндії). У 2013 році побував в оренді в ЕІФі, за який провів 1 поєдинок у Какконені (другий дивізіон чемпіонату Фінляндії). У 2015 році перебрався до іншого представника Какконена, «Аланда», проте вже через два роки знову захищав кольори «Марієгамна», у команді надовго не затримався. З 2018 року знову захищає кольори «Аланда», який на той час вже опустився в Кольмонен (четвертий дивізіон чемпіонату Фінляндії).

## Кар'єра в збірній
З 2009 по 2015 рік виступав за збірну Аландських островів, у футболці якої зіграв 9 матчів та відзначився 2 голами.

## Статистика виступів

### Клубна
Станом на 1 червня 2019
| Клуб              | Дивізіон          | Сезон             | Ліга  | Ліга | Кубок | Кубок | Континент. | Континент. | Інші  | Інші | Загалом | Загалом |
| Клуб              | Дивізіон          | Сезон             | Матчі | Голи | Матчі | Голи  | Матчі      | Голи       | Матчі | Голи | Матчі   | Голи    |
| ----------------- | ----------------- | ----------------- | ----- | ---- | ----- | ----- | ---------- | ---------- | ----- | ---- | ------- | ------- |
| «Марієгамн»       | Вейккаусліга      | 2011              | 3     | 0    | 0     | 0     | —          | —          | 2     | 1    | 5       | 1       |
| «Марієгамн»       | Вейккаусліга      | 2012              | 16    | 0    | 4     | 0     | —          | —          | 5     | 0    | 25      | 0       |
| «Марієгамн»       | Вейккаусліга      | 2013              | 22    | 0    | 3     | 0     | —          | —          | 5     | 0    | 30      | 0       |
| «Марієгамн»       | Вейккаусліга      | 2014              | 1     | 0    | 1     | 0     | 1          | 0          | 4     | 0    | 7       | 0       |
| «Марієгамн»       | Вейккаусліга      | 2015              | 0     | 0    | 0     | 0     | —          | —          | —     | —    | 0       | 0       |
| «Марієгамн»       | Загалом           | Загалом           | 42    | 0    | 8     | 0     | 1          | 0          | 16    | 1    | 67      | 1       |
| ЕІФ               | Какконен          | 2013              | 1     | 0    | 0     | 0     | —          | —          | —     | —    | 1       | 0       |
| «Аланд»           | Какконен          | 2016              | 17    | 9    | 1     | 1     | —          | —          | —     | —    | 18      | 10      |
| «Марієгамн»       | Вейккаусліга      | 2017              | 11    | 1    | 4     | 0     | 1          | 0          | —     | —    | 16      | 1       |
| «Аланд»           | Кольмонен         | 2018              | 8     | 14   | 0     | 0     | —          | —          | 1     | 1    | 9       | 15      |
| Усього за кар'єру | Усього за кар'єру | Усього за кар'єру | 79    | 24   | 13    | 1     | 2          | 0          | 17    | 2    | 111     | 27      |